# Злидні
Зли́дні — у східнослов'янській міфології, зокрема українців і білорусів, — злі духи, які приносять у дім нещастя. У переносному значенні злидні — бідність (жити в злиднях — жити в бідноті).

## Образ злиднів
Злидні уявлялися як маленького зросту діди в лахмітті або як Злидня — стара негарна жінка. Відомі й уявлення про злиднів як нечітких круглих створінь. Зазвичай злиднів дванадцять і живуть вони в запічку. Часом вважалися слугами Лиха, що живе в старих млинах. Саме з млинів вони переселяються за вказівкою Лиха в хати.
Цим духам приписувалося принесення нещасть — якщо вони оселяються в хаті, то хазяїн швидко бідніє і ніяк не може розбагатіти. Шляхом позбутися злиднів вважалося заманити їх у пляшку, табакерку, діжку, мішок тощо, закрити її та викинути чи закопати. Тоді хазяїн швидко розбагатіє, але якщо хтось інший випустить злиднів, вони причепляться до нього та оселяться вже в його хаті. Вважалося, коли мести підлогу в напрямку дверей — можна вигнати злиднів, якщо від дверей — навпаки впустити. Коли пронизати злиднів кілком, вони помруть і їх слід викинути в болото. Проте щойно витягнути кілок злидні оживуть. За іншими переказами злидні селяться там, де не турбуються належно про свою оселю, лінуються виконувати хатню роботу, пиячать. У роботящого хазяїна злидні не заводяться, а якщо є, то тікають.

## Злидні у легендах

### Про те, як чоловік злидні у ріжок загнав.
В одному селі жив чоловік — здається, й роботящий, однак весь час діло в нього не йшло на лад: б'ється, як риба об лід, а ніяк не може вибитися з убозтва. Якось він замислився: «Що за причина така, що я ніяк не розживуся? Невже мене злидні обсіли?». А йому хтось відповідає: «Бо й справді обсіли, і скільки б ти не бився, не розбагатієш, доки ми будемо в тебе». Чоловік був не дурень. Розкинув думками туди й сюди та й питає: «Та хіба вас багато в мене розвелося?»
— «Багато», — озвалося те ж саме. — «А чому ж вас не видно?» — знов питається. — «Це ми такі маленькі, що нас ніхто не бачить». — «Де ж ви поміщаєтесь?» — «Та ми будь-де можемо бути».
Саме тоді чоловікові схотілося понюхати тютюну, й він відкрив ріжок. «А ось тут, у ріжку вміститесь?» — питає. — «Аякже!» — відгукнулось те, і вмить почувся голос із ріжка: «Ось ми вже всі в ріжку!». Чоловік швидко заткнув ріжок закладкою, а далі гайда до занедбаного млина й поклав ріжок під вал. Відразу ж після цього все в чоловіка пішло чудово. З'явився в нього достаток, а там і багатство.

### Про те, як чоловік злидні у діжку посадив
Жив собі чоловік, та такий бідний, що іноді нічого було їсти не лише йому, а навіть і маленьким діткам. А бідняк той був музикою. От після вечері взяв він скрипку й почав грати. Діти, як тільки почули, одразу посхоплювалися й давай танцювати. Коли дивиться, а разом із дітьми й злидні танцюють посеред хати, а коли перестав грати, злидні так і посунули під піч. Як вони поховалися, чоловік той і питає: «Може, вам під піччю зле, тісно сидіти?». А один і каже: «Де там тобі, чоловіче, добре! Тіснява така, що й не доведи Матір Божа!». Швидко вибіг він тоді надвір, узяв діжку, вніс її до хати й каже злидням: «Улізьте-но всі сюди!». Злидні повлазили всі у діжку і наповнили її до краю, а він схопив пруток та вмить заднив діжку, вивіз її у поле й покинув там. Минуло там, може, з півроку, господарювання в нього пішло так добре, що й багаті люди стали йому заздрити…

### Змагання ізнечистою силою
Жили собі бідний та багатий брати. Запріг бідний брат коня, приїхав додому й каже: «Ану, злидні, поїдемо в ліс!». Вилізли злидні з-під печі (а було їх там аж дванадцятеро), посідали на воза й поїхали. Приїхали в ліс. Бідний випряг коня, пустив його пастися, а сам зрубав грубий-прегрубий дуб, розколов його до половини та й каже злидням: «Братики-голубочки! Поможіть мені розколоти це дерево!» — «Як же, — питають, — станемо тобі допомагати, коли в нас і сокири немає?» — «А ви, — каже, — без сокири. Позакладайте усі руки в цю щілину по самі лікті й давайте з усієї сили роздирати дуба». Зробили злидні так. А бідний брат вибив обухом клинці, а обаполки так і збіглись докупи й защемили руки всім злидням.
Позаздрив багатий брат щастю бідного, почав розпитувати його, як він розбагатів. Той розповів йому, як позбувся злиднів і куди їх зачинив. Не міг змиритися багатій із тим, що його брат став заможнішим за нього, й захотів випустити злидні, щоб обсіли вони знову бідолаху. Побіг чимдуж до річки та за боклаг. Тільки-но відіткнув його, а злидні звідтіля вискочили і вчепилися за нього. «Тепер ти наш», — кажуть. Приходить він додому, коли все, яке багатство в його було, погоріло, а на тому місці, де стояла хата, лишилися самі головинки. Оселився він після того в тій землянці, де раніше жив його бідний брат разом із злиднями.